# Виоль д’амур
Вио́ль д’аму́р (фр. viole d’amoure — виола любви) — струнный смычковый музыкальный инструмент эпохи барокко и раннего классицизма. Широко использовалась с конца XVII до начала XIX века, затем уступила место альту и виолончели. Интерес к виоле д’амур возродился в начале XX века.
Инструмент имеет шесть или семь основных струн, которые в более поздних моделях дополняются также резонансными (симпатическими) струнами, располагающимися ниже основных. Резонансные струны не затрагиваются смычком и вибрируют лишь благодаря взаимодействию с колебаниями основных струн и корпуса. Именно благодаря резонансным струнам виола д’амур обладает особым мягким тембром, по свидетельствам современников, отчасти напоминавшим человеческий голос. Стандартная настройка основных струн виолы д’амур, сформировавшаяся к концу XVIII века: A, d, a, d1, fis1, a1, d² (ля большой октавы, ре, ля малой октавы, ре, фа-диез, ля первой октавы, ре второй октавы).
Возрождению этого инструмента в XX веке активно содействовал французский музыкант Анри Казадезюс.